# Nemetschek
El grupo Nemetschek es un referente de software para arquitectos, ingenieros y la industria de la construcción. La empresa desarrolla y comercializa soluciones para la planificación, la construcción y la gestión de edificios e inmuebles, así como aplicaciones de multimedia. Según información de la propia empresa, Nemetschek y todas sus filiales cuenta clientes en más de 142 países.

## Historia
La empresa fue fundada en 1963 por el Prof. Georg Nemetschek bajo la denominación de Ingenieurbüro für das Bauwesen (oficina de estudios técnicos para la construcción), concediendo prioridad a la planificación de estructuras portantes. A pesar de su temprana aparición, fue superado por otro software tipo CAD conocido como AutoCAD lanzado en 1982. Esta oficina de estudios técnicos fue una de las primeras empresas del ramo en utilizar ordenadores y que, además, desarrolló su propio software. En 1977, Nemetschek comenzó a comercializar su conjunto de programas de estática Programmsystem Statik 97/77 un programa informático para la ingeniería civil.

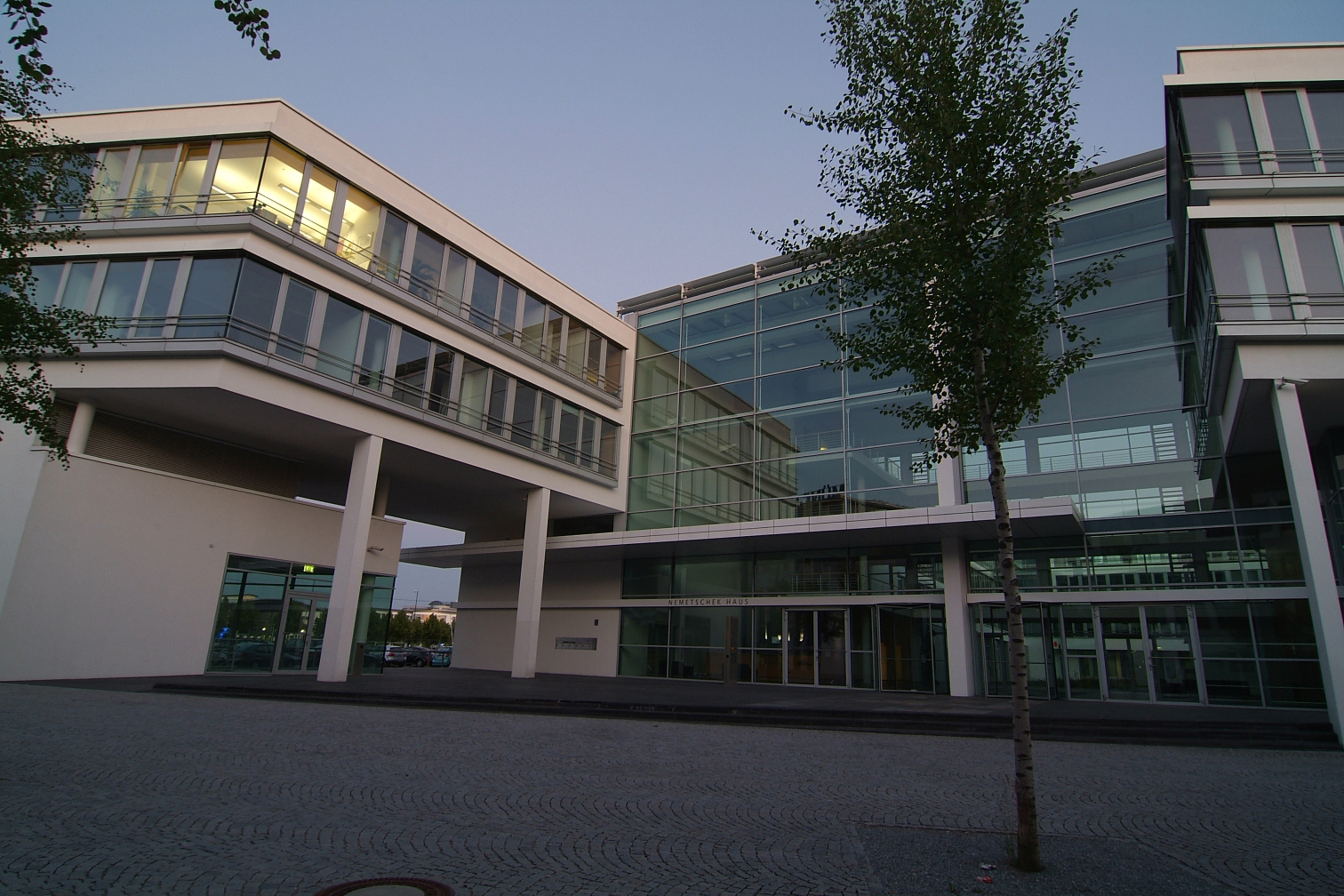
Sede principal de Nemetschek AG en Múnich (Alemania)

Con motivo de la Feria de Hannover de 1980, Nemetschek presentó un paquete de software para el cálculo integrado y el diseño de componentes estandarizados para la construcción maciza. Por primera vez en la historia fue posible realizar trabajos de ingeniería asistida por ordenador (CAE por sus siglas en inglés) en microordenadores. Durante muchos años el producto mantuvo el liderazgo ante la competencia.
En 1981, fue fundada la sociedad Nemetschek Programmsystem GmbH, dedicada a la comercialización del software, mientras que el desarrollo de programas seguía a cargo de la oficina de estudios técnicos de Georg Nemetschek. El producto principal, Allplan, un sistema de CAD para arquitectos e ingenieros, salió al mercado en 1984. Este software permite la planificación tridimensional de edificios. A finales de los años 1980, Nemetschek inicia su expansión internacional: en 1996, la empresa cuenta con filiales en ocho países europeos, concesionarios en nueve países de Europa y desde 1992, con un emplazamiento de desarrollo en Bratislava, Eslovaquia. A finales de los años 90, se efectuaron las primeras adquisiciones de empresas, por ejemplo, de Friedrich + Lochner, un referente de programas de cálculo de estática.
La empresa, que desde 1994 lleva la razón social de Nemetschek AG, cotiza en la Bolsa desde 1999 y, desde esa época, forma parte del Prime Standard de Fráncfort. 
En el año 2000 se produjeron dos importantes adquisiciones de empresas: la estadounidense Diehl Graphsoft (ahora Vectorworks) y Maxon Computer GmbH, con su software de visualización y animación Cinema 4D. En 2006 Nemetschek adquirió la húngara Graphisoft (por su producto clave ArchiCAD), y la belga SCIA International. En noviembre de 2013, Nemetschek adquirió el proveedor de software MEP Data Design System (DDS). El 31 de octubre de 2014 concluyó la adquisición de Bluebeam Software, Inc. y a finales de 2015 se adquirió Solibri.
Desde 2016, la empresa opera como Nemetschek SE. Ese mismo año, se adquirió SDS2. En 2017, adquirió dRofus y RISA. En 2018 se adquirió MCS Solutions, que posteriormente pasó a llamarse Spacewell. Otras adquisiciones se han completado a nivel de marca (por ejemplo, Redshift Rendering Technologies, Red Giant y Pixologic fueron adquiridas por Maxon y DEXMA por Spacewell.
Desde el 18 de septiembre de 2018, Nemetschek cotiza en el MDAX además de su cotización en el TecDAX.
Entre otros, Nemetschek es miembro del BuildingSMART e.V. y del Deutsche Gesellschaft für Nachhaltiges Bauen (DGNB) (Consejo Alemán de Construcción Sostenible), que aboga activamente por los estándares abiertos de modelado de información de construcción (BIM) ("open BIM") en la industria AEC/O.

## Áreas de negocios
Desde 2008, Nemetschek SE ha funcionado como un holding corporativo con las cuatro unidades de negocio de Planificación y Diseño (Arquitectura e Ingeniería), Construcción, Gestión y Operación y Medios y Entretenimiento. Bajo el paraguas del holding, 13 marcas de productos se gestionan de forma prácticamente independiente.

## Principales empresas filiales

### Allplan
Allplan GmbH, con sede en Múnich, desarrolla y distribuye la familia de productos Allplan. Surgió de Nemetschek Programmsystem GmbH, que existía desde 1981. La empresa dice que emplea a unas 400 personas (2020). Allplan es un software de CAD para arquitectos, ingenieros civiles y gestores de instalaciones para la planificación y el uso de edificios y se utiliza en toda Europa. Allplan Campus, una plataforma de Internet para alumnos, estudiantes y profesores, está dirigida a los estudiantes. Ofrece descargas, películas de aprendizaje electrónico y material de formación para futuros arquitectos, ingenieros o delineantes. La antigua marca independiente Precast Software Engineering lleva más de 30 años desarrollando software BIM 3D para el sector de los prefabricados de hormigón. Las soluciones Planbar y Tim ofrecen planificación y visualización CAD de datos complejos para el diseño de prefabricados. Desde 2021, Precast y la solución de construcción en acero SDS/2 forman parte de la marca Allplan[17][18]. 

### Bluebeam
Bluebeam Software se fundó en Pasadena, California (Estados Unidos), en 2002 y forma parte del Grupo Nemetschek desde 2014. La empresa desarrolla soluciones de flujo de trabajo y colaboración basadas en PDF que permiten a los sectores con gran intensidad de documentos prescindir del papel, acortar los plazos, reducir los costes y mejorar la comunicación general de los proyectos. Sus soluciones de escritorio, móviles y en la nube están dirigidas a arquitectos, ingenieros y profesionales de la construcción de todo el mundo y cuentan con más de un millón de usuarios. La empresa tiene oficinas en California, Texas, Illinois, New Hampshire, Dinamarca, Alemania, Inglaterra, Suecia y Australia.

### CREM Solutions
Crem Solutions es un proveedor de soluciones de software de gestión de propiedades residenciales y comerciales.

### dRofus
Con sede en Oslo (Noruega) y oficinas en otras ocho grandes ciudades del mundo, dRofus es uno de los principales proveedores mundiales de soluciones de diseño, gestión de datos y colaboración basadas en BIM para todo el ciclo de vida del edificio.

### Frilo
Frilo es un proveedor líder de programas de cálculo innovadores para el diseño estructural y la ingeniería de estructuras desde hace más de 40 años. La cartera de productos incluye más de 100 soluciones de software en los ámbitos de la construcción maciza, los tejados y la madera, la ingeniería de cimientos y la construcción metálica.

### Graphisoft
Graphisoft es un proveedor de software de arquitectura. La empresa se fundó en 1982 y emplea a más de 380 personas. La empresa tiene su sede en Budapest y cuenta con oficinas en Alemania, Estados Unidos, Reino Unido, Japón, Hong Kong, Brasil, China, México y Singapur. Data Design System (DDS), uno de los mayores proveedores europeos de herramientas de diseño y documentación Open BIM para los profesionales de MEP (Mechanical, Electrical & Plumbing), se fundó en Noruega en 1984, operó como marca independiente de Nemetschek hasta finales de 2021 y desde el 01.01.2022 opera bajo el paraguas de Graphisoft. El programa de arquitectura ArchiCAD de Graphisoft se utiliza, según sus propios datos, en más de 100 países de todo el mundo.

### Maxon
Maxon Computer GmbH es líder en el desarrollo de soluciones profesionales de modelado, pintura, animación y renderizado en 3D. Los galardonados paquetes de software CINEMA 4D y BodyPaint 3D se utilizan en todo el mundo en numerosas producciones en los ámbitos del cine, la televisión, la publicidad y los juegos, así como en la visualización de arquitectura, medicina, diseño de productos o infografía. La empresa, con sede en Friedrichsdorf, cerca de Fráncfort del Meno, tiene filiales y oficinas de representación en Estados Unidos, Gran Bretaña, Francia, Japón y Singapur.

### Nevaris
Desde octubre de 2015, las anteriores marcas individuales Nemetschek Bausoftware de Achim y la austriaca Nemetschek Auer operan bajo el nombre de empresa Nevaris Bausoftware GmbH como parte del Grupo Nemetschek. Nevaris ofrece una solución global 5D que abarca el Building Information Modelling, el AVA clásico, el cálculo de costes, la contabilidad financiera y la contabilidad de costes.

### Risa
Risa, con sede en California (Estados Unidos), lleva más de 30 años desarrollando soluciones de software de diseño y optimización. 24 de las 25 principales empresas de diseño de ENR en Estados Unidos y en más de 70 países de todo el mundo utilizan productos RISA.

### Scia
Scia nv (el nombre significa Scientific Applications) fundada en 1974, con sede en la ciudad belga de Herk-de-Stad, desarrolla y comercializa software para cálculos estáticos y para la planificación y construcción de estructuras portantes, siendo uno de los puntos esenciales el Building Information Modeling. Scia en una empresa filial al cien por ciento de la Nemetschek SE y, según indica, da empleo a más de 100 personas en diez emplazamientos a nivel mundial.

### Solibri
Solibri, con sede en Helsinki (Finlandia), ofrece una solución de software de uso general para la inspección de calidad y el análisis de modelos BIM, lo que aumenta la eficacia del proceso de construcción.

### Spacewell
Con sede en Amberes (Bélgica), Spacewell es una empresa de software y tecnología centrada en hacer más inteligente la gestión de edificios.

### Vectorworks
Vectorworks, anteriormente Diehl Graphsoft, con sede en Columbia, Maryland, desarrolla y distribuye software de diseño. Emplea a unas 90 personas (2009). La línea de productos ofrece soluciones de planificación para la arquitectura, el diseño de interiores, la industria del entretenimiento, la horticultura, el paisajismo y la ingeniería mecánica. Según el fabricante, Vectorworks se utiliza en 85 países de todo el mundo.